# Giovanni Carlo di Borbone-Spagna
Giovanni Carlo di Borbone, conte di Montizón, nome completo Juan Carlos Maria Isidro de Borbón (Madrid, 15 maggio 1822 – Trieste, 18 novembre 1887), fu il pretendente carlista al trono di Spagna dal 1860 al 1868 col nome di Giovanni III, e il pretendente legittimista al trono di Francia e Navarra dal 1883 al 1887.

## Biografia

### Giovinezza
Giovanni nacque nel palazzo reale di Aranjuez, secondo figlio dell'Infante Carlo Maria Isidoro di Borbone-Spagna, fratello di Ferdinando VII di Spagna, e della sua prima moglie Maria Francesca di Braganza. Crebbe in un'atmosfera imbevuta di tradizionalismo e di lealtà al trono e all'altare.
Nel marzo 1833 Giovanni andò con la sua famiglia in Portogallo; nel settembre dello stesso anno suo zio Ferdinando VII morì ed il padre del principe, l'Infante Carlo, si proclamò re come Carlo V, opponendosi alla nipote Isabella II di Spagna, la cui madre Maria Cristina di Borbone-Napoli si era proclamata reggente per conto della figlia. Nel giugno 1834 Giovanni andò in Inghilterra con la famiglia, vivendo a Gloucester Lodge, Brompton, e poi ad Alverstoke Rectory, Hampshire; vi rimase durante tutta la prima guerra carlista, non prendendovi parte per la sua giovane età.
Il 15 gennaio 1837 le cortes, controllate dal partito isabellista, vararono una legge, ratificata dalla reggente Maria Cristina, che escludeva Giovanni, suo padre ed i suoi fratelli dalla successione al trono e toglieva loro il titolo di Infante di Spagna. Dalla prospettiva carlista questa legge non era valida.

### Matrimonio
Il 6 febbraio 1847 sposò l'arciduchessa Maria Beatrice d'Asburgo-Este, figlia del duca Francesco IV di Modena e della principessa Maria Beatrice di Savoia (1792-1840).
Giovanni e Beatrice vissero in un primo tempo a Modena, ma se ne dovettero andare dopo il 1848. Dopo un breve tempo in Austria, si trasferirono a Londra, dove nacque loro un figlio. Nonostante il tradizionalismo e la devozione religiosa della sua famiglia e specialmente della moglie, Giovanni sviluppò delle tendenze liberali. Si separò in seguito da Beatrice, che rimandò a Modena assieme ai figli, che ella crebbe.

### Pretendente al trono di Spagna
Giovanni rifiutò di prendere parte nel 1860 alla insurrezione carlista guidata da suo fratello Carlo VI, conte di Montemolín. Il 21 aprile Carlo Luigi fu arrestato dalle truppe di Isabella II e fu costretto a rinunciare alle sue pretese al trono. Il 2 giugno Giovanni rese pubblica una dichiarazione che affermava la sua successione come Giovanni III, pur continuando ad usare il titolo di Conte di Montizón. Alcune frasi utilizzate nel manifesto, quali "la luce ed il progresso dell'epoca", causarono sdegno in gran parte dei carlisti, che si rifiutarono di sostenerlo.
Una volta lasciata la Spagna, Carlo VI fece sapere che non riteneva valida la propria abdicazione, perché estorta con la forza e contro la sua volontà, ma Giovanni rifiutò di prendere in considerazioni la dichiarazione del fratello, tant'è che fino alla morte inattesa di Carlo Luigi nel successivo gennaio ci furono due pretendenti carlisti.
All'inizio del 1860 la popolarità del governo di Isabella II continuava a diminuire, ma le idee liberali di Giovanni lo rendevano un pretendente inviso ai carlisti; nel 1866 il figlio primogenito Carlo, diciottenne, chiese al padre di abdicare, senza ottenere nulla. Due anni dopo, però, il 3 ottobre 1868, Giovanni III firmò un decreto di abdicazione a Parigi, divenendo un attivo sostenitore delle pretese del figlio Carlo di riottenere il trono durante la terza guerra carlista.
Dopo la sua abdicazione Giovanni III visse principalmente in Inghilterra, a Hove, vicino a Brighton, facendosi chiamare signor Montagu e convivendo con una inglese che gli diede un figlio e una figlia.

### Pretendente al trono di Francia
Il 24 agosto 1883 morì il lontano cugino e cognato di Giovanni, Enrico V, ultimo discendente diretto per via maschile dei Borbone-Francia e principale pretendente al trono legittimista. La vedova di Enrico, Maria Teresa d'Asburgo-Este, e una minoranza dei suoi sostenitori sostennero che successore dovesse essere Giovanni, come primo tra i discendenti maschi di Luigi XIV, non tenendo conto però dell'atto di separazione tra le due corone firmato proprio dal Re Sole. Lo proclamarono Giovanni III, Re di Francia e di Navarra ed egli pubblicò un manifesto in cui affermava: "Divenuto capo della Casa di Borbone alla morte di mio cognato e cugino, il Conte di Chambord, dichiaro che non rinuncio in alcun senso ai diritti al trono di Francia che ho fin dalla mia nascita". Tranne questa dichiarazione non ci furono altri atti rilevanti come pretendente.

### Morte
Giovanni morì nella sua casa, al 25 di Seafield Road, ad Hove nel 1887. Il funerale venne celebrato il 24 novembre nella chiesa del Sacro Cuore alla presenza dei suoi due figli. Il corpo venne sepolto, come quello degli altri pretendenti carlisti, a Trieste, nella cappella intitolata a san Carlo Borromeo nella cattedrale di San Giusto.

## Discendenza
Giovanni Carlo e Maria Beatrice ebbero due figli:
- Carlo, Duca di Madrid (1848-1909);
- Alfonso Carlo, Duca di San Jaime (1849-1936).

## Ascendenza
|                                       |                           |                                     | Genitori                            |  |  | Nonni |  |  | Bisnonni            |  |  | Trisnonni           |  |
|                                       |                           |                                     |                                     |  |  |       |  |  | Carlo III di Spagna |  |  | Filippo V di Spagna |  |
|                                       |                           |                                     |                                     |  |  |       |  |  | Carlo III di Spagna |  |  | Filippo V di Spagna |  |
|                                       |                           | Elisabetta Farnese                  |                                     |  |  |       |  |  | Carlo III di Spagna |  |  |                     |  |
| Carlo IV di Spagna                    |                           |                                     |                                     |  |  |       |  |  | Carlo III di Spagna |  |  |                     |  |
|                                       |                           | Maria Amalia di Sassonia            | Augusto III di Polonia              |  |  |       |  |  |                     |  |  |                     |  |
|                                       |                           | Maria Amalia di Sassonia            | Augusto III di Polonia              |  |  |       |  |  |                     |  |  |                     |  |
|                                       |                           | Maria Amalia di Sassonia            | Maria Giuseppa d'Austria            |  |  |       |  |  |                     |  |  |                     |  |
| Carlo, conte di Molina                |                           | Maria Amalia di Sassonia            |                                     |  |  |       |  |  |                     |  |  |                     |  |
|                                       |                           | Filippo I di Parma                  | Filippo V di Spagna                 |  |  |       |  |  |                     |  |  |                     |  |
|                                       |                           | Filippo I di Parma                  | Filippo V di Spagna                 |  |  |       |  |  |                     |  |  |                     |  |
|                                       |                           | Filippo I di Parma                  | Elisabetta Farnese                  |  |  |       |  |  |                     |  |  |                     |  |
| Maria Luisa di Borbone-Parma          |                           | Filippo I di Parma                  |                                     |  |  |       |  |  |                     |  |  |                     |  |
|                                       |                           | Luisa Elisabetta di Borbone-Francia | Luigi XV di Francia                 |  |  |       |  |  |                     |  |  |                     |  |
|                                       |                           | Luisa Elisabetta di Borbone-Francia | Luigi XV di Francia                 |  |  |       |  |  |                     |  |  |                     |  |
|                                       |                           | Luisa Elisabetta di Borbone-Francia | Maria Leszczyńska                   |  |  |       |  |  |                     |  |  |                     |  |
| Giovanni, conte di Montizón           |                           | Luisa Elisabetta di Borbone-Francia |                                     |  |  |       |  |  |                     |  |  |                     |  |
|                                       | Pietro III del Portogallo | Giovanni V del Portogallo           |                                     |  |  |       |  |  |                     |  |  |                     |  |
|                                       | Pietro III del Portogallo | Giovanni V del Portogallo           |                                     |  |  |       |  |  |                     |  |  |                     |  |
|                                       | Pietro III del Portogallo | Maria Anna d'Asburgo                |                                     |  |  |       |  |  |                     |  |  |                     |  |
| Giovanni VI del Portogallo            | Pietro III del Portogallo |                                     |                                     |  |  |       |  |  |                     |  |  |                     |  |
|                                       |                           | Maria I del Portogallo              | Giuseppe I del Portogallo           |  |  |       |  |  |                     |  |  |                     |  |
|                                       |                           | Maria I del Portogallo              | Giuseppe I del Portogallo           |  |  |       |  |  |                     |  |  |                     |  |
|                                       |                           | Maria I del Portogallo              | Marianna Vittoria di Borbone-Spagna |  |  |       |  |  |                     |  |  |                     |  |
| Maria Francesca di Braganza           |                           | Maria I del Portogallo              |                                     |  |  |       |  |  |                     |  |  |                     |  |
|                                       |                           | Carlo IV di Spagna                  | Carlo III di Spagna                 |  |  |       |  |  |                     |  |  |                     |  |
|                                       |                           | Carlo IV di Spagna                  | Carlo III di Spagna                 |  |  |       |  |  |                     |  |  |                     |  |
|                                       |                           | Carlo IV di Spagna                  | Maria Amalia di Sassonia            |  |  |       |  |  |                     |  |  |                     |  |
| Carlotta Gioacchina di Borbone-Spagna |                           | Carlo IV di Spagna                  |                                     |  |  |       |  |  |                     |  |  |                     |  |
|                                       |                           | Maria Luisa di Borbone-Parma        | Filippo I di Parma                  |  |  |       |  |  |                     |  |  |                     |  |
|                                       |                           | Maria Luisa di Borbone-Parma        | Filippo I di Parma                  |  |  |       |  |  |                     |  |  |                     |  |
|                                       |                           | Maria Luisa di Borbone-Parma        | Luisa Elisabetta di Borbone-Francia |  |  |       |  |  |                     |  |  |                     |  |
|                                       |                           | Maria Luisa di Borbone-Parma        |                                     |  |  |       |  |  |                     |  |  |                     |  |